# Challenger de Granby 2014
El Challenger Banque Nationale de Granby 2014 fue un torneo de tenis profesional jugado en canchas de pista dura. Se disputó la 21.ª edición del torneo que formó parte del circuito ATP Challenger Tour 2014. Se llevó a cabo en Granby, Quebec, Canadá entre el 14 y el 20 de julio de 2014.

## Jugadores participantes del cuadro de individuales

### Cabezas de serie
| País                      | Jugador         | Rank1 | N.º |
| ------------------------- | --------------- | ----- | --- |
| Bandera de Eslovaquia     | Lukáš Lacko     | 83    | 1   |
| Bandera de Túnez          | Malek Jaziri    | 117   | 2   |
| Bandera de Japón          | Hiroki Moriya   | 164   | 3   |
| Bandera de Bélgica        | Ruben Bemelmans | 183   | 4   |
| Bandera de Australia      | Luke Saville    | 184   | 5   |
| Bandera de Estados Unidos | Chase Buchanan  | 187   | 6   |
| Bandera de Francia        | Vincent Millot  | 207   | 7   |
| Bandera de Irlanda        | James McGee     | 217   | 8   |

- 1 Se ha tomado en cuenta el ranking del 7 de julio de 2014.

### Otros participantes
Los siguientes jugadores recibieron una invitación (wild card), por lo tanto ingresan directamente al cuadro principal (WC):
- Érik Chvojka
- Isade Juneau
- Tommy Mylnikov
- Brayden Schnur

Los siguientes jugadores ingresan al cuadro principal tras disputar el cuadro clasificatorio (Q):
- Gonzalo Escobar
- Jordan Kerr
- Pavel Krainik
- Osama Zoghlami

## Jugadores participantes en el cuadro de dobles

### Cabezas de serie
| País                     | Jugador         | País                     | Jugador        | Ranking1 | N.º |
| ------------------------ | --------------- | ------------------------ | -------------- | -------- | --- |
| Bandera de Australia     | Jordan Kerr     | Bandera de Francia       | Fabrice Martin | 332      | 1   |
| Bandera de Nueva Zelanda | Marcus Daniell  | Bandera de Nueva Zelanda | Artem Sitak    | 385      | 2   |
| Bandera de Bélgica       | Ruben Bemelmans | Bandera de Japón         | Hiroki Moriya  | 600      | 3   |
| Bandera de Túnez         | Malek Jaziri    | Bandera de Australia     | Luke Saville   | 1063     | 4   |

- 1 Se ha tomado en cuenta el ranking del 7 de julio de 2014.

## Campeones

### Individual Masculino
- Hiroki Moriya derrotó en la final a  Fabrice Martin 7–5, 6–7(4–7), 6–3

### Dobles Masculino
- Marcus Daniell /  Artem Sitak derrotaron en la final a  Jordan Kerr /  Fabrice Martin, 7–65, 5–7, [10–5]